# Jean Nouguès
Jean Nouguès (Burdeos, 25 de abril de 1875-París, 28 de agosto de 1932) fue un compositor francés. 

## Biografía
Destacó en el terreno de la ópera. Tras unas primeras obras estrenadas en su ciudad natal, en 1909 estrenó en Niza su mayor éxito, Quo Vadis?, sobre la novela de Henryk Sienkiewicz, una obra de una ambiciosa puesta en escena que incluía animales de circo. Durante unos años fue representada asiduamente y, en 1911, abrió la temporada del Covent Garden de Londres. En 1920 se estrenó en el Gran Teatro del Liceo de Barcelona.

## Obras principales
- 1905 - La mort de Tintagiles
- 1909 - Quo Vadis?,
- 1909 - Chiquito, le joueur de pelote o Scènes de la vie basque
- 1912 - L'Aigle
- 1912 - La danseuse de Pompéi
- 1926 - L' Homme qui vendit son âme au diable
- 1927 - La Bouquetière de St Sulpice
- 1927 - Les Commères du marché Saint-Germain
- 1927 - Le Marchand d'images
- 1931 - Le Scarabée bleu